# Zierer

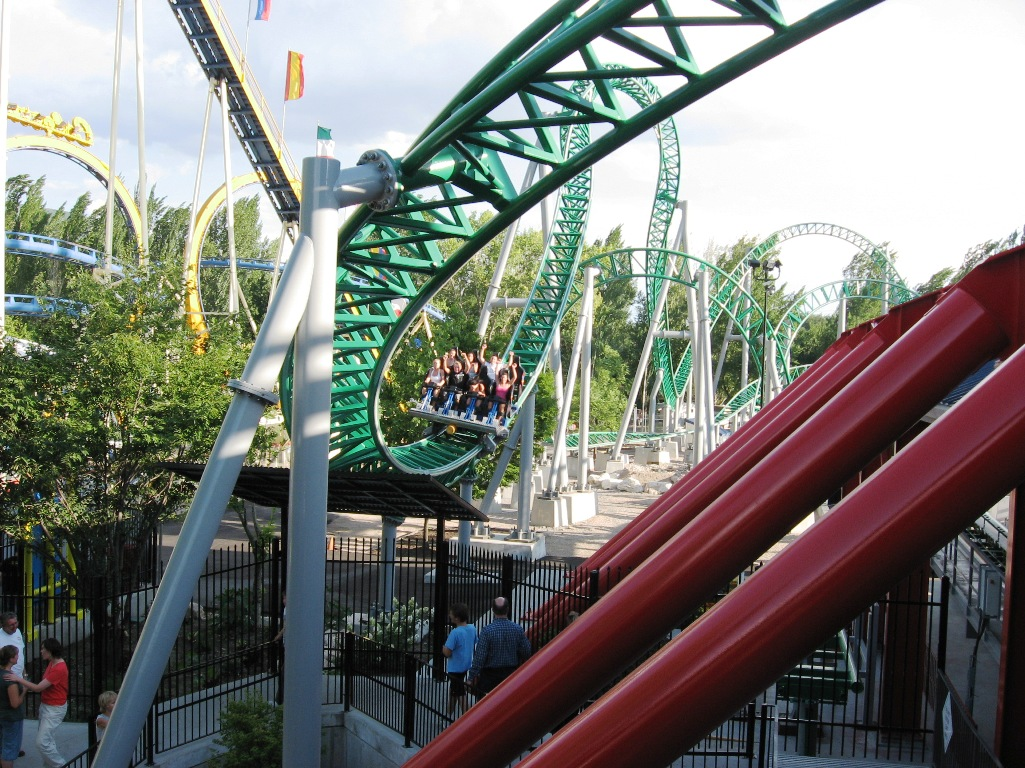
Een achtbaan gemaakt door Zierer.

Zierer is een Duits bedrijf dat achtbanen en andere attracties bouwt.
Zierer begon met het bouwen van stalen achtbanen die erg leken op de Wildcat, een stalen wildemuis-achtbaan van Anton Schwarzkopf. Van alle achtbanen die Zierer tot nu toe gebouwd heeft, zijn ongetwijfeld de Tivoli achtbaanmodellen, ook wel "keverbanen" genoemd, het bekendst. Zierer bouwt ook andere typen kinderachtbanen, zoals de Force modellen, en tegenwoordig ook grote moderne stalen achtbanen met inversies.
Daarnaast bouwt het bedrijf reuzenraden, zweefmolens, flying carpets en dergelijke attracties.